# Portelândia (kommun)
Portelândia är en kommun i Brasilien.   Den ligger i delstaten Goiás, i den centrala delen av landet, 500 km väster om huvudstaden Brasília. Antalet invånare är 4 120.
Följande samhällen finns i Portelândia:
- Portelândia

Omgivningarna runt Portelândia är huvudsakligen savann. Runt Portelândia är det mycket glesbefolkat, med 6 invånare per kvadratkilometer.